# Cellule neurosécrétoire magnocellulaire
 (janvier 2023).
La mise en forme du texte ne suit pas les recommandations de Wikipédia : il faut le « wikifier ».
Les points d'amélioration suivants sont les cas les plus fréquents. Le détail des points à revoir est peut-être précisé sur la page de discussion.
- Les titres sont pré-formatés par le logiciel. Ils ne sont ni en capitales, ni en gras.
- Le texte ne doit pas être écrit en capitales (les noms de famille non plus), ni en gras, ni en italique, ni en « petit »…
- Le gras n'est utilisé que pour surligner le titre de l'article dans l'introduction, une seule fois.
- L'italique est rarement utilisé : mots en langue étrangère, titres d'œuvres, noms de bateaux, etc.
- Les citations ne sont pas en italique mais en corps de texte normal. Elles sont entourées par des guillemets français : « et ».
- Les listes à puces sont à éviter, des paragraphes rédigés étant largement préférés. Les tableaux sont à réserver à la présentation de données structurées (résultats, etc.).
- Les appels de note de bas de page (petits chiffres en exposant, introduits par l'outil «  Source ») sont à placer entre la fin de phrase et le point final[comme ça].
- Les liens internes (vers d'autres articles de Wikipédia) sont à choisir avec parcimonie. Créez des liens vers des articles approfondissant le sujet. Les termes génériques sans rapport avec le sujet sont à éviter, ainsi que les répétitions de liens vers un même terme.
- Les liens externes sont à placer uniquement dans une section « Liens externes », à la fin de l'article. Ces liens sont à choisir avec parcimonie suivant les règles définies. Si un lien sert de source à l'article, son insertion dans le texte est à faire par les notes de bas de page.
- La présentation des références doit suivre les conventions bibliographiques. Il est recommandé d'utiliser les modèles {{Ouvrage}}, {{Chapitre}}, {{Article}}, {{Lien web}} et/ou {{Bibliographie}}. Le mode d'édition visuel peut mettre en forme automatiquement les références.
- Insérer une infobox (cadre d'informations à droite) n'est pas obligatoire pour parachever la mise en page.

Pour une aide détaillée, merci de consulter Aide:Wikification.
Si vous pensez que ces points ont été résolus, vous pouvez retirer ce bandeau et améliorer la mise en forme d'un autre article.
Les cellules magnocellulaires neurosécrétrices sont de larges cellules neurosécrétrices contenues dans les noyaux supraoptiques et dans les noyaux paraventriculaires de l'hypothalamus. On les trouve aussi en plus petites quantité dans des groupes cellulaires accessoires entre ces deux noyaux, le plus grand étant le noyau circulaire. On référence deux types de cellules magnocellulaires neurosécrétrices : les cellules sécrétrices d'ocytocine et les cellules sécrétrices de vasopressine, en outre, un nombre réduit de cellules ont la capacité de produire ces deux hormones. Ces cellules sont des neurones endocriniens, électriquement excitables, qui génèrent des potentiels d'action en réponse à des stimulations afférentes.La vasopressine est produite par les cellules sécrétrices de vasopressine via le gène AVP, un produit moléculaire du rythme circadien.
Les cellules neurosécrétrices magnocellulaires chez le rat (dont les neurones sont les plus étudiées) ont en général un seul long axone variqueux, qui se projette vers l'hypophyse postérieure. Chaque axone donne naissance à environ 10 000 terminaisons neurosécrétrices et à de nombreux gonflements axonaux stockant de très grand nombre de vésicules contenant des hormones. Ces vésicules sont libérées des gonflements axonaux et des terminaisons nerveuses par exocytose en réponse à l'entrée de calcium par les canaux ioniques voltage-dépendants, qui se produit lorsque les potentiels d'action se propagent le long des axones.
Ces cellules ont généralement deux ou trois longues dendrites, qui contiennent également de grandes dilatations et une très haute densité de vésicules contenant des hormones. L'ocytocine et la vasopressine peuvent donc être libérées dans le cerveau à partir de ces dendrites, ainsi que dans le sang à partir des terminaux de l'hypophyse postérieure. Cependant, la libération d'ocytocine et de vasopressine à partir des dendrites n'est pas toujours accompagnée d'une sécrétion périphérique, car la libération dendritique est régulée différemment. La libération dendritique peut être déclenchée par la dépolarisation, mais peut également être déclenchée par la mobilisation des réserves de calcium intracellulaires. Les dendrites reçoivent la plupart des entrées synaptiques des neurones afférents qui régulent les neurones magnocellulaires ; typiquement, un neurone magnocellulaire reçoit environ 10 000 synapses des neurones afférents.